# نيكي ريد
نيكول «نيكي» هيوستن ريد (بالإنجليزية: Nicole Houston "Nikki" Reed)‏  المعروفة بـ (نيكي ريد)، ولدت في (17 مايو 1988، غرب لوس أنجلوس بكاليفورنيا في الولايات المتحدة الأمريكية)  ممثلة وكاتبة سيناريو ومخرجة أفلام أميركية.
أدت الدور الرئيسي في الفيلم الدرامي ثلاثة عشر الذي أنتجته شركة «تونتيث سينتشوري فوكس» في عام 2003. وعُرفت بتأديتها لدور (روزالي هايل) في سلسلة الأفلام الرومانسية «الشفق» الذي أنتجته شركة «سمت إنترتاينمنت»، والذي حاز على العديد من الجوائز العالمية، إضافةً إلى مشاركتها في مسلسل قناة فوكس التلفزيوني ذا أو سي. في خريف عام 2005 أدت الدور الرئيسي في فيلم أسياد دوقتون. بعد عدة سنوات وبالتحديد في عام 2011 مثلت ريد في الفيلم الأكشن صيد. 44 من إنتاج شركة «أنكور باي إنترتاينمنت»، أما في عام 2013 فقد أدت الدور الرئيسي في فيلم إمباير ستات.

## نشأتها والتعليم
ولدت ريد في غرب لوس أنجلوس، بكاليفورنيا، لأسرة تتكون من أب مصمم ديكور مسرحي أمريكي-يهودي ، يدعى سيث ريد وأم خبيرة تجميل أمريكية-إيطالية ومن الشيروكي؛ تدعى (شيريل هيوستن)، وشقيقان ناثان وأوغست ريد. ولدت ريد ملحده ليس لها ديانة. على الرغم من انها وصفت نفسها بأنها «يهودية»، ونشأت حول هذه الديانة، (فقد قامت لشقيقها الأكبر ناثان، حفل بار متسفا ). وكانت حياتها في طفولتها «معقدة»، بعد انفصال والديها وكان عمرها عامين حيث عاشت مع والدتها. ولم تكن لديها رغبة محددة لتصبح ممثلة.
وفي سن الرابعة عشر عاماً، تركت ريد والدتها؛ وانتقلت بعد ذلك إلى لوس أنجلوس. تخرجت ريد من «مدرسة النخيل» في المرحلة الأعدادية، وفي المرحلة الثانوية درست في «ثانوية الكسندر هاملتون»، ولكنها انسحبت من الدراسة بعد عام. وبدأت تتلقى التعليم في منزلها، وحيث حصلت في النهاية على شهادة دبلوم ثانوية.

## مشوارها الفني

### بداية عملها
في عام 2002، انتقلت ريد إلى لوس أنجلوس وبعد ذلك بعام واحد نجحت في الحصول على دور «ايفي زامورا» في الفيلم الدرامي ثلاثة عشر أمام إيفان رايتشل وود، فانيسا هادجنز.
في عام 2005 أدت ريد دور البطولة في فيلم روائي طويل يدعى أسياد دوقتون أمام هيث ليدجر، إميل هيرش. وفي نفس العام لعبت دور «زين بيرغ» في فيلم الدرامي رجل الله. في سبتمبر 2005 لعبت شخصية «تالي» في فيلم «بندقيه أمريكا». في عام 2006 أدت الدور الرئيسي في الفيلم الدرامي ميني للمره الاولي أمام الممثل أليك بالدوين، جيف غولدبلوم، لوك ويلسن والممثلة كاري-آن موس. وفي نفس السنة ظهرت ريد كضيفة شرف في بعض حلقات المسلسل التلفزيوني ذا أو سي. وأيضا مسلسل «العدالة». في عام 2007 قامت بتمثيل دور البطولة في فيلم Cherry Crush بدور «شاي بيتنكور»، شاركت أيضاً كضيفة في مسلسل ريبر.

### 2010-2008
في أعوام 2008 و2009 و2010 و2011 و2012، لعبت ريد دور «روزالي هايل» في سلسلة أفلام شركة «سمت إنترتاينمنت» الشهيرة «الشفق» للكاتبة الأمريكية ستيفاني ماير. أمام كريستين ستيوارت وروبرت باتينسون وتايلور لوتنر وبيتر فانسيلي وإليزابيث ريزر وآشلي غرين وكيلن لوتز وجاكسون راثبون، والذي حاز على العديد من الجوائز العالمية. وقصة الفيلم تتحدث عن الشخصية الرئيسية «بيلا سوان» (كريستين ستيوارت) وهي في سن المراهقة تعرض كل شيء للمخاطر عندما تقع في حب مصاص دماء «إدورد كولن» (روبرت باتينسون) وفي تلك السلسلة، لعبت ريد دور مصاصة الدماء روزالي هايل ، زميلة الشخصية الرئيسية «بيلا سوان». في عام 2008 أدت الدور الرئيسي في فيلم الكوميدي Familiar Strangers أمام دي جاي قولس. وفي عام 2009 أدت ريد دور البطولة في فيلم روائي طويل يدعى آخر يوم في الصيف وقصة الفيلم تتحدث عن اغتيال الفتاة ستيفاني. وفي عام 2010 لعبت دور «جيسيكا كامبل» في فيلم الرعب رساله مسلسله أمام براد دوريف ونواه سيغان. وفي نفس السنة لعبت دور «لورين كارينغتون» في الفيلم الدرامي متميز. في مارس 2010 استُضيفت ريد في برنامج الأذاعي (بالإنجليزية: WJFK 1067)‏ ، أمام كريستين ستيوارت ووالدتها.

### 2013-2011
في عام 2011 أدت ريد دور بطولة «كارا» في فيلم روائي طويل يدعى صيد. 44 أمام بروس ويليس، فورست ويتكر. وقصة الفيلم تتحدث عن الشخصية الرئيسية الماكر «ميل» (بروس ويليس)، يتولى الماكر ميل شحنة مخدرات ويقوم بتوزيعها مستغلا ثلاث نساء ومن بينهم «كارا» (نيكي ريد)، ولكن تقع سلسلة من الاحداث التي تكشف العديد من الحقائق عندما يتوقفوا بأحد المقاهي على الطريق...فترى إلى أي مدى ينجح ميل في مهمته. والفيلم من إخراج آرون هارفي. وفي عام 2013 أدت الدور الرئيسي في فيلم الحركة إمباير ستات أمام دوين جونسون، ليام هيمسورث والممثلة إيما روبرتس. وقصة الفيلم تتحدث عن فشل الشخصية الرئيسية «كريس بوتاميتس» (ليام هيمسورث) في دخول أكاديمية الشرطة يستقر في العمل كحارس أمنٍ بإحدى الشركات المهمة. يرتكب كريس غلطةً فادحةً عندما يقوم بنقل تفاصيل عمله لأعز أصدقائه «إيدي» (مايكل أنجارانو) مع صديقته «ليزيتي» (نيكي ريد)، وبدون أن يدري يجد نفسه متورطًا في عملية سطوٍ مسلحٍ علي مكان عمله للقيام بسرقة أكبر مبلغٍ في التاريخ الأمريكي. وتتعقد الأحداث أمام العقبات التي تواجههم من أجل نجاح العملية بدون أن يتم القبض عليهما. والفيلم من إخراج ديتو مونتيل. في مارس 2013 أدت ريد دور البطولة في فيلم روائي طويل يدعى Enter the Dangerous Mind أمام سكوت باكولا والممثلة جينا رودريجيز، والفيلم من إخراج فيكتور تيران. وفي سبتمبر 2013 لعبت دور «أماندا» في فيلم Pawn أمام شون فارس، راي ليوتا والممثلة جيسيكا سزوهر. وتدور أحداث الفيلم في ليلة عشاء. حيث يقوم شرطي على التحقيق في جريمة سطو، لكن ما سيحدث بعد ذلك، وما حدث قبلًا سغير وجهة نظره تجاه ما تعتقد إنه يعرفه تمام المعرفة. يحاط المبنى بالشرطة، وتصبح الأصابع على شفا اطلاق النار في محاولة لتخليص الرهائن، لكن مفاجأت غير متوقعة تقلب الأمر رأسًا على عقب. والفيلم من إخراج ديفيد أرمسترونج.

### 2014–إلى الآن
وفي عام 2014 أدت ريد دور البطولة في فيلم الدرامي في عينيك أمام الممثلات زوي كازان، جنيفر جراي. وقصة الفيلم تتحدث عن فشل الشخصية الرئيسية «ريبيكا» (زوي كازان) تعيش في الساحل الشرقي المتجمد شتاءً وحياتها وحيدة بين اللهو والعبث في الحفلات اليومية كزوجة جميلة لطبيب ناجح. على الجانب الآخر من المدينة وفي جزئها المشمس وتحديداً في نيو مكسيكو القاحلة، يعيش «ديلان كيرشو» الشاب الجذاب الوسيم مع صديقته «دونا» (نيكي ريد)، الذي يكافح من أجل الغيش بكرامة والبدء من جديد. يلتقى ريبيكا وديلان ويحدث بينهما انجذاب سريع لا يمكن تفسيره. والفيلم من إخراج برين هيل. وفي نفس السنة أدت ريد دور البطولة في فيلم الكوميدي Murder of a Cat، أمام فران كرانز، جي كي سيمونز، بليث دانر، والفيلم من إخراج جيليان غرين. وأيضا قامت ريد بدور «ميريديث دونس» في فيلم الكوميدي Balls Out أمام جيك لاسي والممثلة كايت مكينون، والفيلم من إخراج أندرو ديزني.
في عام 2015، قامت بالتمثيل بدور شخصية «بيتسي روس» في المسلسل الدرامي Sleepy Hollow للكاتب أليكس كورتزمان، التي بنيت على شبكة التلفزيونية شبكة فوكس التلفزيونية، أمام نيكول بيهاري، شانين سوسامان، جون نوبل. في تلك السلسلة، لعبت ريد دور الفتاة الجميلة «بيتسي روس»، زميلة الشخصية الرئيسية «آبي ميلز» (نيكول بيهاري). وفي خريف 2015 ستؤدي دور «جورحي» في فيلم الكوميدي والدرامي About Scout، أمام داني غلوفر والممثلة إلين بورستين، والفيلم من إخراج لوري ويلتز.

## مشوارها الموسيقي
لقد قامت ريد بتسجيل أغنية، Now That I've Found You، مع زوجها السابق المغني بول ماكدونالد، وقاموا بغناء هذه الأغنية لأول مرة في برنامج الأذاعي «ريان سيكريست» في 15 نوفمبر عام 2011. وقاموا أيضا بتسجيل أغنية All I've Ever Needed وهذه الأغنية موجودة أيضا في ألبوم فيلم ملحمة الشفق: بزوغ الفجر الجزء الثاني. في يناير عام 2013 استُضيفوا ريد وزوجها بول ماكدونالد في فيديو كليب أغنية Get The Girl Back من فرقة هانسون الأمريكية. وتم أصدار الفيديو كليب في أبريل عام 2013. وأيضا في هذا الفيديو كليب استضاف العديد من النجوم ومنهم كات دينينج، درو سيلي، دريك بيل.

## اهتماماتها الخاصة

### حياتها الخاصة
في مارس عام 2011 بدأت ريد في مواعدة المغني وكاتب الأغاني الذي شارك في الموسم العاشر من «أمريكان آيدول» الأمريكية المتسابق بول ماكدونالد، أثناء أستضافتهم في العرض الأول للفيلم «ذات الرداء الأحمر». وفي 5 يونيو عام 2011، قام المصور العالمي مارك مالكين من «قناة E!» بتصوير ريد وهي ترتدي خاتم الخطوبة في حفل جوائز إم تي في للأفلام، رغم أنه لم يصدر ذلك في وسائل الاعلام الاجتماعية.، وفي 16 أكتوبر عام 2011 تزوجت ريد المغني بول ماكدونالد، وكان حفل الزفاف في ماليبو، كاليفورنيا. وفي مارس عام 2014 أكدت وسائل الاعلام الاجتماعية بانتهاء العلاقة بينهما.
وأفضل أصدقائها نجوم سلسلة أفلام «الشفق»، وخاصة صديقها المخلص الممثل جاكسون راثبون. وهي من أفضل الأصدقاء المقربين لأسرته. ذكر أيضاً موقع تويتر أن أليكسا فيغا هي من أفضل أصدقائها، المعروفة بظهورها في سلسلة أفلام «أطفال جواسيس». والتي كانت تساعدها في حفل زفافها. في أكتوبر عام 2014 بدأت ريد في مواعدة الممثل إيان سومرهالدر الذي شارك في سلسلة مسلسلات «يوميات مصاص دماء» ، وتزوجا في 26 أبريل 2015 في توبانجا بولاية كاليفورنيا. وتم التقاط مجموعة صور لهما في حفل الزفاف بواسطة مصورى الباباراتزى، وكان الثنائى يرتديان ملابس من اللون الأبيض بالكامل وكانت نيكى ريد تحمل في يدها باقة من الزهور. وغرد إيان سومرهالدر على صفحته على موقع التواصل الاجتماعى تويتر: «إنه أجمل صباح على الإطلاق»، للإشارة فإن هذا هو الزواج الأول بالنسبة لإيان والثاني لنيكي، التي تطلقت من المغني والمرشح السابق للموسم العاشر من أمريكان أيدول، بول ماكدونالد في عام 2014.

### أنشطة أخرى
في يونيو 2010، أطلق موقعها الرسمي الذي يحتوي على مواضيع، حيث يناقش العديد من الموضوعات. وتقول ريد في وسائل الاعلام الاجتماعية لمعجبيها بأنها ليس لديها حساب في فيس بوك، ماي سبيس، أو تويتر. في عام 2011 أنظمت ريد في أنشطة عديدة ومنها (بالإنجليزية: Staples)‏  و(بالإنجليزية: Do Something)‏. وفي عام 2012، تخلت نيكي ريد عن شعرها الطويل المعهود، وخرجت في طلّة جديدة بشعر قصير وغيرت لونه أيضاً. وفي مارس عام 2013، التقطت عدسات المصورين النجمين نيكي ريد وزوجها بول ماكدونالد، أثناء توجههما لتناول عشاء رومانسي في أحد مطاعم «السوشي»، في لوس أنجلوس، وبمجرد أن التفت الثنائي بول ونيكي لإحدى عدسات المصورين ارتسمت على وجوههما ابتسامة عريضة استعداداً لالتقاط عدد من الصور معاً. في عام 2015 بلغت ثروة نيكي ريد نحو (اثنا عشر مليون $). وفي 26 أبريل 2015، طلبت ريد مؤخراً من معجبيها وأصدقائها أن يتبرعوا للجمعيات الخيرية وجمعيات الرفق بالحيوان بدلاً من شراء هدايا لها في زفافها.

## السيرة الفنية

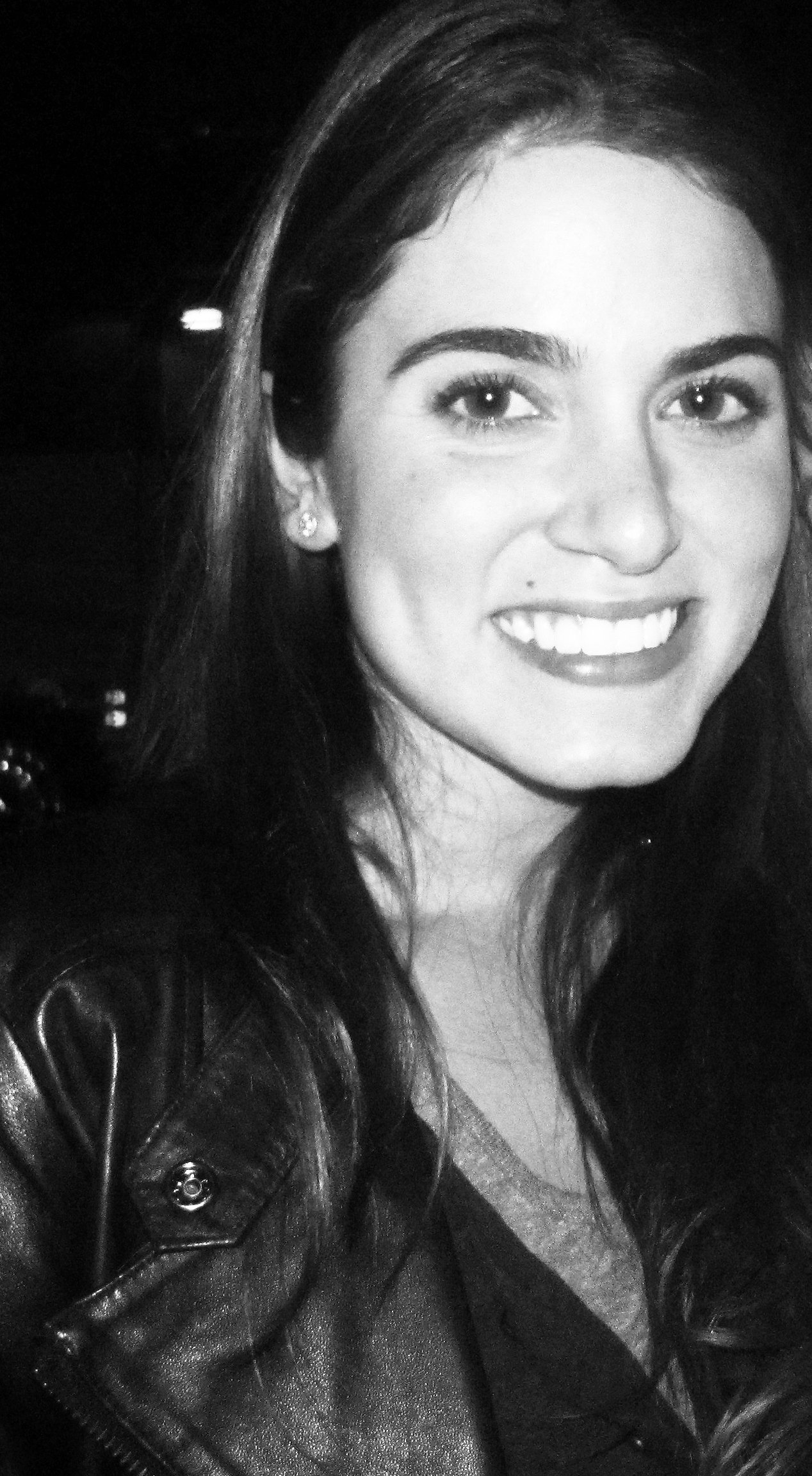
نيكي ريد في أكتوبر 2009.

| السنة | الفيلم                               | بالإنجليزية                               | ملاحظات               |
| ----- | ------------------------------------ | ----------------------------------------- | --------------------- |
| 2003  | ثلاثة عشر                            | Thirteen                                  | ايفي زامورا           |
| 2003  | رجل الله                             | Man of God                                | زين بيرغ              |
| 2003  | أسياد دوقتون                         | Lords of Dogtown                          | كاثي ألفا             |
| 2005  | بندقيه أمريكا                        | American Gun                              | تالي                  |
| 2006  | ميني للمره الاولى                    | Mini's First Time                         | مينرفا "ميني" دروغويس |
| 2007  | أصطدام الكرز                         | Cherry Crush                              | شاي بيتينكورت         |
| 2008  | الشفق                                | Twilight                                  | روزالي هايل           |
| 2008  | الغرباء المألوفين                    | Familiar Strangers                        | أليسون                |
| 2009  | ملحمة الشفق: قمر جديد                | The Twilight Saga: New Moon               | روزالي هايل           |
| 2009  | آخر يوم في الصيف                     | Last Day of Summer                        | ستيفاني               |
| 2010  | ملحمة الشفق: خسوف                    | The Twilight Saga: Eclipse                | روزالي هايل           |
| 2010  | رساله متسلسله                        | Chain Letter                              | جيسي كامبل            |
| 2010  | متميز                                | Privileged                                | لورين كارينغتون       |
| 2011  | صيد. 44                              | Catch .44                                 | كارا                  |
| 2011  | ملحمة الشفق: بزوغ الفجر الجزء الأول  | The Twilight Saga: Breaking Dawn – Part 1 | روزالي هايل           |
| 2012  | ملحمة الشفق: بزوغ الفجر الجزء الثاني | The Twilight Saga: Breaking Dawn – Part 2 | روزالي هايل           |
| 2013  | إمباير ستات                          | Empire State                              | ليزيتي                |
| 2013  | باون                                 | Pawn                                      | أماندا                |
| 2013  | إنتير ذا دانجيروس مايند              | Enter the Dangerous Mind                  | ويندي                 |
| 2014  | بالس آوت                             | Balls Out                                 | ميريديث دونس          |
| 2014  | في عينيك                             | In Your Eyes                              | دونا                  |
| 2014  | موردير أوف أ كات                     | Murder of a Cat                           | غريتا                 |
| 2015  | أباوت سكوت                           | About Scout                               | جورحي                 |

| السنة | المسلسل    | بالإنجليزية   | ملاحظات        |
| ----- | ---------- | ------------- | -------------- |
| 2006  | ذا أو سي   | The O.C.      | سادي كامبل     |
| 2006  | العدالة    | Justice       | مولي لاروسا    |
| 2007  | ريبر       | Reaper        | اندى برندرغاست |
| 2015  | سليبي هولو | Sleepy Hollow | بيتسي روس      |

| السنة | العنوان                   | بالإنجليزية             | ملاحظات                   |
| ----- | ------------------------- | ----------------------- | ------------------------- |
| 2005  | الشعور الأفضل             | Just Feel Better        | سانتانا أمام ستيفن تايلر  |
| 2010  | لا زهور وفقاعات الاستحمام | No Rose & Bubblebaths   | سابرينا                   |
| 2012  | والآن، لقد وجدتك          | Now That I've Found You | بجانب زوجها بول ماكدونالد |
| 2013  | الحصول على فتاة والعودة   | Get the Girl Back       | هانسون                    |
| 2015  | تيل إت هابينس تو يو       | Til It Happens To You   | ليدي غاغا                 |

## الجوائز والترشيحات
| السنة | الجائزة                                     | الفئة                                | العمل                               | النتيجة  |
| ----- | ------------------------------------------- | ------------------------------------ | ----------------------------------- | -------- |
| 2003  | مهرجان نانتوكيت السينمائي - جائزة سيناريو   | أفضل سيناريو                         | ثلاثة عشر                           | فازت بها |
| 2003  | جوائز شباب هوليوود                          | أول مشاهدة - أناث                    | ثلاثة عشر                           | فازت بها |
| 2003  | جمعية واشنطن العاصمة لنقاد السينما          | أفضل سيناريو أصلي                    | ثلاثة عشر                           | رُشحت لها |
| 2004  | جوائز الروح المستقلة                        | أفضل أول سيناريو                     | ثلاثة عشر                           | رُشحت لها |
| 2004  | جوائز الروح المستقلة                        | أفضل أداء لأول مرة                   | ثلاثة عشر                           | فازت بها |
| 2004  | جوائز Prism                                 | أفضل أداء في فيلم روائي طويل مسرحي   | ثلاثة عشر                           | رُشحت لها |
| 2004  | جائزة جمعية فينيكس لنقاد السينما            | أفضل سيناريو أصلي                    | ثلاثة عشر                           | رُشحت لها |
| 2004  | جائزة جمعية فينيكس لنقاد السينما            | اندلاع الأداء - وراء الكاميرا        | ثلاثة عشر                           | رُشحت لها |
| 2004  | جائزة ستالايت                               | أفضل أداء ممثلة في السينما - الدراما | ثلاثة عشر                           | رُشحت لها |
| 2004  | جائزة ستالايت                               | أفضل سيناريو أصلي                    | ثلاثة عشر                           | رُشحت لها |
| 2006  | جائزة Solstice Film Festival                | أفضل ممثلة                           | ميني للمره الاولى                   | رُشحت لها |
| 2008  | جائزة Delray Beach Film Festival            | أفضل فرقة                            | Familiar Strangers                  | فازت بها |
| 2008  | جائزة مهرجان أسلوب الأفلام المستقلة         | أفضل فرقة                            | Familiar Strangers                  | فازت بها |
| 2008  | جائزة Method Fest Independent Film Festival | أفضل فرقة                            | Familiar Strangers                  | فازت بها |
| 2009  | جائزة اختيار المراهقين                      | اختيار وجه جديد - الإناث             | الشفق                               | رُشحت لها |
| 2009  | جوائز سكريم                                 | أفضل فرقة                            | الشفق                               | رُشحت لها |
| 2010  | جوائز شباب هوليوود                          | البطلة                               | ملحمة الشفق: قمر جديد               | فازت بها |
| 2010  | جائزة اختيار المراهقين                      | أفضل ممثلة                           | ملحمة الشفق: قمر جديد               | فازت بها |
| 2011  | جائزة اختيار المراهقين                      | اختيار أفضل مصاص دماء                | ملحمة الشفق: خسوف                   | رُشحت لها |
| 2012  | جائزة اختيار المراهقين                      | أفضل مشهد - الإناث                   | ملحمة الشفق: بزوغ الفجر الجزء الأول | رُشحت لها |